# Manoir de Rocarant
Le manoir de Rocarant est un édifice situé à Bohal en France.

## Localisation
Le manoir est situé sur le territoire de la commune d'Bohal, au lieu-dit l'Abbaye, dans le département du Morbihan en région Bretagne.

## Description
Manoir datant des XVIe et XVIIe siècles, édifice à un étage carré, à élévation ordonnancée, construit en moellons de granite et de schiste. Toiture à longs pans recouverte d'ardoises, pignon couvert, croupe. Escalier hors-œuvre : escalier à vis sans jour.

## Historique
Ancien fief de Sérent, appelé dans Ogée : l'abbaye Bourdin, possédée en 1504 par Jean Bourdin ; en 1640 par Robert Le Moine ; en 1665, par Pierre Henry, seigneur de la Nouë et de Bohal ; en 1780, par la comtesse du Fou. Les armoiries portées sur le logis ne correspondent à aucune de ces familles. Ancien logis du XVIIe siècle, conservant une tour d'escalier du XVIe siècle ; un nouveau logis, de la fin du XIXe siècle ou du début du XXe siècle a été ajouté perpendiculairement au sud. 
Le manoir est inscrit à l'inventaire général du patrimoine culturel.